# Marquesat de Bosc d'Ares
El Marquesat de Bosc d'Ares és un títol nobiliari espanyol creat pel rei Carles II el 28 de febrer de 1689 a favor de Francesc Martines de Vera i Bosc, senyor de Busot.
A aquest títol li va concedir la Grandesa d'Espanya, el 21 de juny de 1897, el rei Alfons XIII, sent José de Rojas Galiano, VIII marquès del Bosc d'Ares, V comte de Casa Rojas.

## Marquesos del Bosch de Arés
|                       | Titular                                                   | Període               |
| Creació per Carles II | Creació per Carles II                                     | Creació per Carles II |
| --------------------- | --------------------------------------------------------- | --------------------- |
| I                     | Francesc Martines de Vera i Bosc                          | 1689- ?               |
| II                    | Maria Lluïsa Bosc i Ceverio                               | ? -1748               |
| III                   | Maria Lluïsa Bosc i Bosc                                  | 1748-1770             |
| IV                    | Antoni Rotlá Cenicia i Pasqual de Ibarra                  | 1770-1786             |
| V                     | Rafael Antoni Rotlá Canicia i Baillo de Llanos            | 1786-1831             |
| VI                    | María del Rosario Canicia de Franci y Pascual de Riquelme | 1831-1833             |
| VII                   | José María de Rojas y Canicia de Franci                   | 1833-1888             |
| VIII                  | José de Rojas Galiano                                     | 1888-1908             |
| IX                    | Miguel de Rojas y Moreno                                  | 1909-1936             |
| X                     | María Teresa de Rojas Roca de Togores y Pérez del Pulgar  | 1951-1994             |
| XI                    | María Anunciada José de Borbón y Rojas                    | 1994-actual titular   |

## Història dels marquesos del Bosch de Arés
- Francesc Martines de Vera i Bosc (va alterar l'ordre dels seus cognoms), (1642-.), I marquès del Bosc d'Ares, XI senyor de Busot, senyor d'Ares.

1. Va casar amb Lluïsa de Ceverio i Pascual de Bonança, XVI senyora d'Hostalejo. El va succeir la seva filla:

- Maria Lluïsa Bosc i Ceverio (1684-1748), II marquesa del Bosc d'Ares, XII senyora de Busot, XVII senyora d'Hostalejo.

1. Va casar amb el seu oncle Dídac Bosc i Soler de Cornellà. La va succeir la seva filla:

- Maria Lluïsa Bosc i Bosc (1705-1770), III marquesa del Bosc d'Ares, XIII senyora de Busot, XVIII senyora d'Hostalejo.

1. Va casar amb el seu cosí Josep de Ceverio, IV comte de Villafranqueza. Sense descendents. El va succeir el besnet d'una germana de l'I marquès, per tant el seu nebot besnet:

- Antoni Rotlá Canicia i Pascual de Ibarra (1726-1786), IV marquès del Bosc d'Ares, XX senyor d'Hostalejo, senyor de Beniasmet.

1. Va casar amb Mariana Baillo de Llanos y Ortiz. El va succeir el seu fill:

- Rafael Antoni Rotlá Canicia i Baillo de Llanos (1769-1831), V marquès del Bosc d'Ares, II comte de Torrellano, XXI senyor d'Hostalejo (últim senyor efectiu).

1. Va casar amb María del Rosario Pascual de Riquelme y Vergara. El va succeir la seva filla:

- María del Rosario Canicia de Franci y Pascual de Riquelme (1800-1833), VI marquesa del Bosc d'Ares, III comtessa de Torrellano.

1. Va casar amb José de Rojas i Pérez de Sarrió, III comte de Casa Rojas. La va succeir el seu fill:

- José María de Rojas y Canicia de Franci (1819-1888), VII marquès del Bosc d'Ares, IV comte de Casa Rojas, IV comte de Torrellano.

1. Va casar amb María del Rosario Galiano y Enríquez de Navarra. Elva succeir el seu fill:

- José María de Rojas i Galiano (1850-1908), VIII marquès del Bosc d'Ares, V comte de Casa Rojas, V comte de Torrellano.

1. Va casar amb Mariana Moreno i Pérez de Vargas. El va succeir el seu fill:

- Miguel de Rojas i Moreno (1884-1936), IX marquès del Bosc d'Ares, VI comte de Torrellano.

1. Va casar amb Antonia de Sandoval y Moreno, Sense descendents.
2. Va casar amb Julia Navarro y Navarro. Sense descendents. El va succeir la seva neboda:

- María Teresa de Rojas Roca de Togores y Pérez del Polze (1929-.), X marquesa del Bosc d'Ares, XII marquesa de Beniel, VII comtessa de Torrellano, VII comtessa de Casa Rojas.

1. Va casar amb Alfonso Luis de Borbó i de Caralt, III marquès de Squilache. El va succeir la seva filla:

- María Anunciada José de Borbón y de Rojas (n. en 1958), XI marquesa del Bosc d'Ares.

1. Va casar amb Ramón José de la Cierva y García-Bermúdez.